# Васил Петров (футболист)
Вижте пояснителната страница за други личности с името Васил Петров.
Васил Петров е бивш български футболист, защитник. Роден е на 1 април 1973 г. във Варна. Играе за Черно море в периода от 1989 до 1994 г.

## Кариера
Петров е най-младият футболист записал мач за Черно море в А ПФГ. Дебютира на 25 март 1989 г. в мача от 20-ия кръг срещу Тракия (Пловдив), завършил 0:0. На този ден той е на 15 години, 11 месеца и 24 дни. В същия мач дебют прави и Илиан Илиев.
 През лятото на 1994 г. преминава в Левски (София) срещу трансферна сума от 750 000 лева, но заради тежка контузия не записва нито един официален мач за сините. Травмата го принуждава да прекрати кариерата си едва на 22-годишна възраст.